# Фальветти, Микеланджело
Микеланджело Фальветти (итал. Michelangelo Falvetti; 29 декабря 1642, Меликукка, Калабрия — 1692, Мессина) — итальянский композитор эпохи раннего барокко, а также католический священник.
Фальветти родился в поселении Меликукка в провинции Калабрия, что в южной Италии 29 декабря 1642 года, однако, большую часть своей жизни и музыкальной карьеры провел на Сицилии. 

В 1670 году он стал капельмейстером в Палермо, а в 1679 году основал в этом городе музыкальное общество. — Giuseppe Donato Polifonisti calabresi dei secoli XVI e XVII Coro polifonico S. Paolo di Reggio Calabria, Reggio di Calabria 1985
Около 1682 года композитор переехал в город Мессина, где был назначен капельмейстером. Фальветти умер там в 1692 году.

## Работы и издания
Работы в Палермо:
- Abel figura dell’agnello eucaristico (1676)
- La spada di Gedeone (1678)
- La Giuditta (1680)
- Il trionfo dell’anima (16??)

Работы в Мессине:
- Il diluvio universale (1682) — записано в 2011 году (Leonardo García-Alarcón, La Cappella Mediterranea, Choeur de chambre de Namur. Ambronay 2011)
- Il Nabucco (1683) — записано в 2012 году (Leonardo García-Alarcón, La Cappella Mediterranea, Choeur de chambre de Namur. Ambronay 2012)
- Il sole fermato da Giosuè (1692)